# Vladislav Rudenko
Vladislav Igorevich Rudenko (tiếng Nga: Владислав Игоревич Руденко; sinh ngày 15 tháng 3 năm 1996) là một cầu thủ bóng đá người Nga. Anh thi đấu cho FC Avangard Kursk.

## Sự nghiệp câu lạc bộ
Anh có màn ra mắt tại Giải bóng đá chuyên nghiệp quốc gia Nga cho FC Taganrog vào ngày 28 tháng 3 năm 2015 trong trận đấu với F.K. Alania Vladikavkaz.
Ngày 30 tháng 5 năm 2016, anh vào sân từ ghế dự bị khi trận đấu còn 19 phút giữa F.K. SKA Rostov-on-Don với FC Astrakhan và lập 1 hat-trick trong 12 phút tiếp theo.